# Сталева ера
Сталева ера (англ. The Age of Steel) — шостий епізод другого сезону поновленого британського науково-фантастичного телесеріалу «Доктор Хто». Уперше транслювався на телеканалі BBC One 20 травня 2006 року. Є другою частиною двосерійної історії разом з попереднім епізодом «Повстання кіберлюдей», що транслювався 13 травня. Епізод супроводжується відповідною Тардісодою.
Події епізоду відбуваються в Лондоні з паралельного Всесвіту. В цьому епізоді бізнесмен Джон Лумік (Роджер Ллойд-Пак) повалив уряд альтернативної Великої Британії та захопив Лондон. Рух опору шукає способи зупинити план Луміка перетворити людство на кіберлюдей шляхом знищення передавача, що контролює населення Лондона. Цей епізод є другим разом з попереднім, в якому показані кіберлюди після поновлення телесеріалу в 2005 році.

## Сюжет
Кіберлюди оточують Десятого Доктора, Роуз, Міккі та «Проповідників». Доктор використовує енергетичну клітину з TARDIS для перевантаження кіберлюдей. Група тікає разом із Пітом, але Джекі потрапляє в пастку всередині будинку. Коли вони тікають, Піт пояснює «Проповідникам», що він є таємним джерелом інформації для «Проповідників» про Джона Луміка, помилково подумавши, що спілкується з правоохоронцями. Зі свого цепеліна Лумік активує пристрої EarPod та використовує їх для управління жителями Лондона, які приходять для перетворення на кіберлюдей до заводу на електростанції Баттерсі.
Коли вони добираються до фабрики, група виявляє цепелін Луміка, пришвартований поблизу, і прямує до нього. Рікі вбивають кіберлюди, який намагався зірвати паркан, щоб зустрітися з Міккі. Міккі та Джейк вирішують потрапити на дирижабль, щоб знищити передавач на борту, Піт і Роуз намагаються знайти Джекі, а Доктор і місіс Мур намагаються знайти шлях до Луміка. Піт і Роуз потрапляють у полон до кіберлюдей та доставляються до Луміка, коли Джекі, яку перетворили на кіберлюдину, знаходить їх. Місіс Мур вбиває кіберлюдина, але Доктор виявляє, що в кожному з них міститься інгібітор емоцій. Він робить висновок, що унаслідок увімкнення сигналу інгібітора до людських розумів всередині кіберлюдей прийде усвідомлення того, на кого їх було перетворено, що їх уб'є. Доктора захоплює кіберлюдина і доставляє його до Луміка.

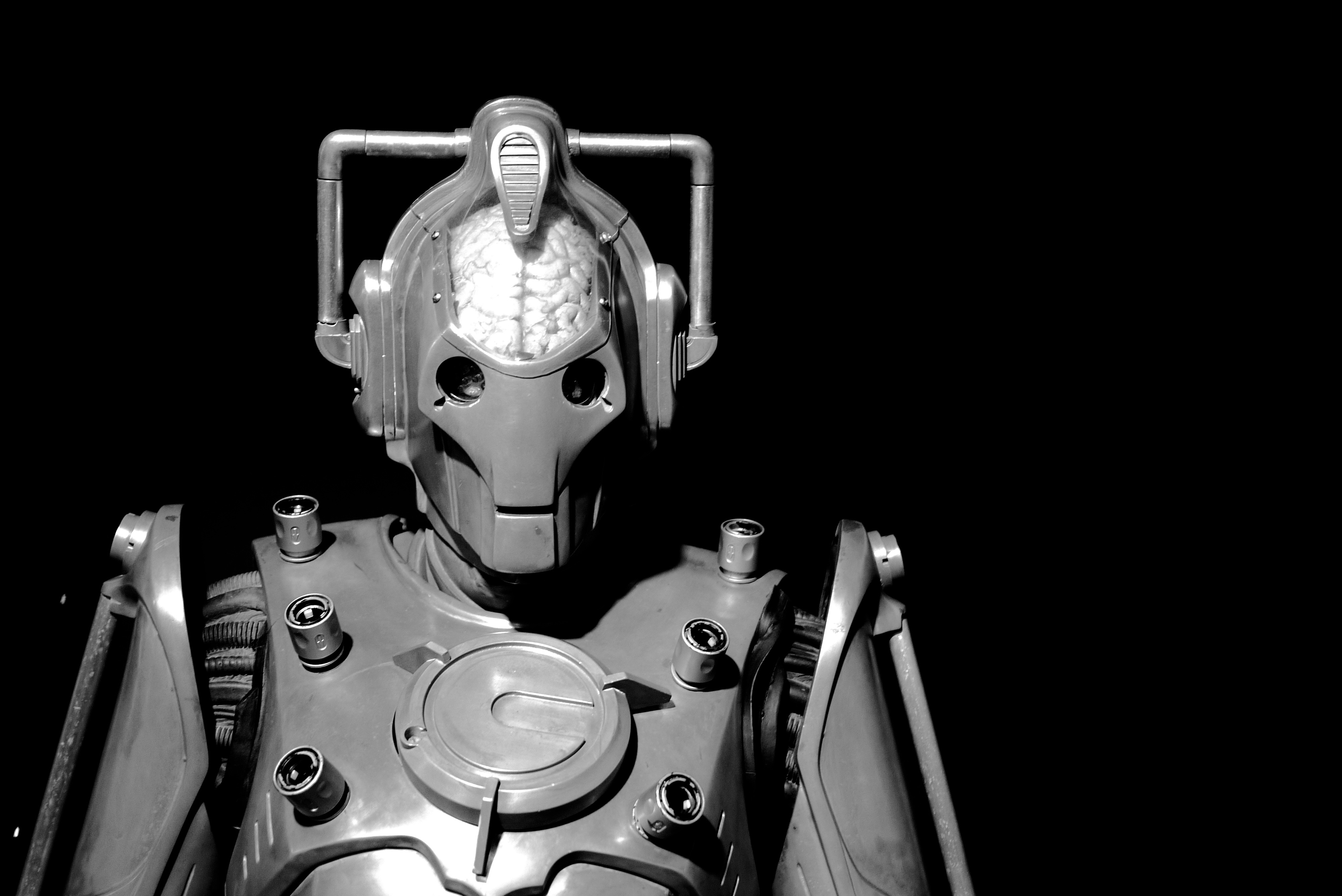
Лідер кіберлюдей на виставці «Doctor Who Experience»

У кабінеті Луміка Доктор виявляє, що кіберлюди насильно перетворили Луміка в лідера кіберлюдей (англ. Cyber Controller). Міккі та Джейк успішно відключають передавач, внаслідок чого люди тікають із заводу. Доктор таємно повідомляє Міккі через камеру спостереження знайти код інгібітора в базі даних сім'ї Луміка. Він знаходить його і відправляє на телефон Роуз. Доктор підключає телефон до комп'ютерних систем, внаслідок чого сигнал інгібітора зника, через що армія кіберлюдей впадає у відчай та гине. Кібермени вибухають, підпалюючи завод, а група Доктора втікає на цепеліні. Лумік намагається слідувати, але впадає в інферно внизу.
Доктор підключає заряджений блок живлення і відроджує TARDIS. Роуз відкриває Піту, що вона його дочка з паралельного Всесвіту. Глибоко здивований, Піт відходить. Міккі, відчуваючи, що Роуз більше не потребує його, вирішує залишитися у паралельному Всесвіті, щоб допомогти піклуватися про літню бабусю Ріккі та допомогти Проповідникам зупинити решту кіберлюдей.

## Зйомка епізоду
Згідно з інтерв'ю в Ендрю Гайдена-Сміта та коментарів Расселла Ті Девіса на прес-конференції, Рікі та Джейк спочатку були задумані закоханою парою геїв. Видалена сцена, включена в Повний набір DVD другого сезону (англ. Complete Series Two DVD box set) це підтверджує.
Даний епізод, разом з попереднім епізодом «Повстання кіберлюдей» було знято в тому ж виробничому блоці (третьому), що й фінальні епізоди сезону «Армія привидів» та «Судний день». Місця зйомки включають в себе Вугільну біржу та площі Гори Стюарта, Кардіффська затока. Сцени з епізоду «Роуз», особливо зі знищенням свідомості Нестін, були використані заново для показу знищення фабрики кіберлюдей по перетворенню людей.
Піт насмішливо називає «Проповідників» «Скубі-Ду та його банда», а також порівнює їх фургон з Машиною таємниць із відповідного телесеріалу. Як зазначив Ноель Кларк у коментарі, Міккі телефонує Роуз і каже «Я приїжджаю по тебе!», що перегукується зі словами Дев'ятого Доктора до неї в кульмінаційний момент епізоду «Злий вовк».

## Трансляція епізоду та відгуки
За нічними оцінками епізод в середньому мав 6,85 мільйонів глядачів (та 36 % частку аудиторії), з піком у 7,7 мільйонів. Підсумкові оцінки виросли до 7,63 мільйонів глядачів. Епізод отримав Індекс оцінки 86 пунктів.
Епізод було випущено разом з епізодами «Повстання кіберлюдей» та «Ящик для ідіота» в якості «звичайного» DVD без додаткового контенту.
Ахсан Хаке з IGN дав епізоду «Сталева ера» оцінку 7,9 балів з 10, хвалячи шлях, за яким Міккі став незалежним. Однак, він зазначив, що це спрацювало як «попкорн-епізод» з історією про кіберлюдей «що підвела» та «яка пішла за правилами», з розмовою про емоції між Луміком та Доктором такою, що часто зустрічається в науковій фантастиці. Нік Сечфілд з SFX позитивно відгукнувся про двосерійну історію, підкреслюючи роботу Харпера у якості режисера, із якою, на його думку, для епізоду було використано більше уяви, а також загрозу у вигляді кіберлюдей та ідею про паралельний Всесвіт. Однак він відчував, що акторська гра Ллойда-Пака була надто різка для поточного «більш зрілого» втілення Доктора, яка змусила його сприйматись «нестримно двовимірним».